# Cellettes (Loir i Cher)
Cellettes és un municipi francès, situat al departament del Loir i Cher i a la regió de Centre – Vall del Loira. L'any 2007 tenia 2.238 habitants.

## Demografia

### Població
El 2007 la població de fet de Cellettes era de 2.238 persones. Hi havia 939 famílies, de les quals 225 eren unipersonals (118 homes vivint sols i 107 dones vivint soles), 339 parelles sense fills, 300 parelles amb fills i 75 famílies monoparentals amb fills.
La població ha evolucionat segons el següent gràfic:
Habitants censats

### Habitatges
El 2007 hi havia 1.057 habitatges, 946 eren l'habitatge principal de la família, 63 eren segones residències i 48 estaven desocupats. 996 eren cases i 59 eren apartaments. Dels 946 habitatges principals, 790 estaven ocupats pels seus propietaris, 131 estaven llogats i ocupats pels llogaters i 25 estaven cedits a títol gratuït; 5 tenien una cambra, 44 en tenien dues, 116 en tenien tres, 215 en tenien quatre i 565 en tenien cinc o més. 785 habitatges disposaven pel capbaix d'una plaça de pàrquing. A 362 habitatges hi havia un automòbil i a 527 n'hi havia dos o més.

### Piràmide de població
La piràmide de població per edats i sexe el 2009 era:
| Homes | Edats   | Dones |
| ----- | ------- | ----- |
| 0     | 95 o +  | 0     |
| 8     | 90 a 94 | 12    |
| 8     | 85 a 89 | 4     |
| 12    | 80 a 84 | 4     |
| 40    | 75 a 79 | 60    |
| 68    | 70 a 74 | 72    |
| 44    | 65 a 69 | 52    |
| 56    | 60 a 64 | 40    |
| 52    | 55 a 59 | 36    |
| 64    | 50 a 54 | 80    |
| 92    | 45 a 49 | 92    |
| 116   | 40 a 44 | 100   |
| 60    | 35 a 39 | 84    |
| 64    | 30 a 34 | 60    |
| 68    | 25 a 29 | 64    |
| 56    | 20 a 24 | 44    |
| 92    | 15 a 19 | 60    |
| 68    | 10 a 14 | 96    |
| 48    | 5 a 9   | 72    |
| 48    | 0 a 4   | 52    |

## Economia
El 2007 la població en edat de treballar era de 1.441 persones, 1.092 eren actives i 349 eren inactives. De les 1.092 persones actives 1.018 estaven ocupades (522 homes i 496 dones) i 73 estaven aturades (36 homes i 37 dones). De les 349 persones inactives 180 estaven jubilades, 93 estaven estudiant i 76 estaven classificades com a «altres inactius».

### Ingressos
El 2009 a Cellettes hi havia 937 unitats fiscals que integraven 2.271,5 persones, la mediana anual d'ingressos fiscals per persona era de 22.863 €.

### Activitats econòmiques
Dels 80 establiments que hi havia el 2007, 1 era d'una empresa extractiva, 1 d'una empresa alimentària, 17 d'empreses de construcció, 18 d'empreses de comerç i reparació d'automòbils, 6 d'empreses de transport, 3 d'empreses d'hostatgeria i restauració, 3 d'empreses d'informació i comunicació, 2 d'empreses financeres, 1 d'una empresa immobiliària, 8 d'empreses de serveis, 11 d'entitats de l'administració pública i 9 d'empreses classificades com a «altres activitats de serveis».
Dels 23 establiments de servei als particulars que hi havia el 2009, 1 era una oficina de correu, 3 tallers de reparació d'automòbils i de material agrícola, 5 paletes, 1 guixaire pintor, 1 fusteria, 4 lampisteries, 3 electricistes, 3 perruqueries, 1 restaurant i 1 saló de bellesa.
Dels 4 establiments comercials que hi havia el 2009, 1 era una gran superfície de material de bricolatge, 1 una botiga de menys de 120 m², 1 una fleca i 1 una peixateria.
L'any 2000 a Cellettes hi havia 13 explotacions agrícoles que ocupaven un total de 387 hectàrees.

## Equipaments sanitaris i escolars
L'únic equipament sanitari que hi havia el 2009 era una farmàcia.
El 2009 hi havia 1 escola maternal i 1 escola elemental.

## Poblacions més properes
El següent diagrama mostra les poblacions més properes.